# 카렌 호나이

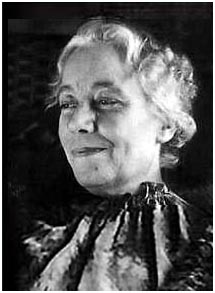

카렌 호나이(Karen Horney, 1885.9.16 – 1952.12.4)는 독일 출생 정신분석가로서 말년에는 미국에서 활동하였다. 호나이는 프로이트학파(Freudian) 관점에 의문을 제기하였는데, 성(sexuality) 이론과 정신분석학에서의 본능 분야 이론에서 특히 그러하였다. 호나이는 지그문트 프로이트(Sigmund Freud)의 음경선망(penis envy)에 대응하여 여성주의 심리학(feminist psychology)으로 인정받았다. 호나이는 남녀 심리학에서 선천적인 차이에 관한 프로이트의 이론에 반대하였으며, 생물학적 요소보다는 사회와 문화에서 차이를 찾고자 하였다. 그래서 호나이는 신프로이트학파(neo-Freudian)로 분류되기도 한다.

## 생애

### 초창기
카렌 호나이는 1885년 9월 16일, 독일 함부르크 부근 블란케네스(Blankenese)에서 베른트 바켈스 다니엘센(Berndt Wackels Danielsen, 1836–1910)의 딸로 태어났다. 아버지 베른트는 노르웨이 출신이었으나 독일 시민증을 획득하였다. 다니엘센은 상선의 선장이었으며, 기독교 전통주의자였다. 어머니 클로틸데(Clotilde Danielsen, 1853–1911)는 네덜란드 반 론젤렌(van Ronzelen) 가문에서 태어났으며 역시 기독교도였다. 클로틸데는 아버지 베른트보다 개방적이었으나 우울하고 예민하였으며 딸에게 지배적인 태도를 보였다. 카렌의 오빠는 아버지와 같은 이름인 베른트였는데, 카렌은 오빠를 마음속 깊이 아껴주었다. 이외에도 호나이에게는 아버지의 전처 자식으로 4명의 손위 이복형제들이 있었다. 그러나 이들 이복형제들과는 교류가 없었다.
카렌의 청소년기 일기에서, 아버지 베른트는 잔혹하고 엄격한 인물이었으며, 아들 베른트를 딸 카렌보다 더 높게 평가하였다. 카렌이 아버지에게 느꼈던 불쾌함과 분노를 달래주려는듯, 아버지는 먼 나라에서 온 선물들을 카렌에게 주었다. 그럼에도 카렌은 항상 아버지의 애정이 박탈당한 것처럼 느꼈으며 대신 어머니에게서 애착을 느꼈다. 9살 무렵, 카렌은 조금씩 야망이 생기기도 했고 반항적으로 행동하기도 했다. 카렌은 스스로 예쁜 사림이 되지 못한다고 생각하였고 자신의 지적 능력에 공력을 들이기로 결심했다. 그러나 대부분의 사람들은 카렌을 아름답다고 생각하였다. 이때 카렌은 오빠 베른트에게 반하게 되었으나, 오빠는 그런 동생의 관심에 당황하여 동생을 밀쳐내었다. 이로 인해 카렌은 처음으로 우울감을 느끼게 되었다. 이 사건은 그녀의 일생을 따라다니며 괴롭혔다. 1904년 카렌이 19살이었을 때, 엄마는 이혼 절차 없이 아이들을 데리고 아버지를 떠났다.

### 대학시기와 결혼
부모의 바람에 반하여, 1906년 카렌은 의대에 입학하였다. 프라이부르크대학(University of Freiburg)은 독일에서 최초로 여성을 의학을 포함한 고등 교육 과정에 입문하게 한 학교였다. 1908년, 카렌은 괴팅겐대학(University of Göttingen)으로 옮겼다가 다시 베를린대학(University of Berlin)으로 옮겼고, 1913년 의학박사학위를 취득하고 졸업하였다. 기본적인 의학 교육을 받기 위하여 여러 대학에 다니는 것은 당시로서는 흔한 일이었다.
동료 학생이자 훗날 정신분석학자가 되는 칼 뮐러-브라운슈바이그(Carl Müller-Braunschweig)를 통하여, 카렌은 경영대학 학생인 오스카 호나이(Oskar Horney)를 만났고, 1909년 이들은 결혼하면서 카렌은 호나이(Horney)라는 부성(夫姓)을 따르게 되었다. 부부는 베를린으로 이사하였으며, 남편 오스카는 회사에서 일하고 카렌은 샤리테의과대학(The Charité)에서 계속 공부하였다. 이 일년동안 카렌은 첫아이를 낳았고 부모를 모두 여의었다. 이후 카렌은 정신분석학에 입문하였다. 자신의 첫 분석가는 1910년 칼 아브라함(Karl Abraham)이었고 이후 한스 작스(Hanns Sachs)에게로 옮겼다. 카렌과 오스카는 세 딸을 두었다. 1911년 첫째가 태어났는데 이는 유명한 배우 브리기테 호나이(Brigitte Horney)였다.

### 독일에서의 삶
1920년, 호나이는 베를린정신분석연구원(the Berlin Psychoanalytic Institute) 창립 멤버로 참여하였다. 호나이는 이곳에서 강의를 진행하였다. 호나이는 설계를 도왔고 사회 훈련 프로그램을 지휘하였으며 학생들을 가르치고 정신분석 연구를 수행하였다. 호나이는 자신의 정신분석학 강의학기 동안에도 환자를 보았으며 병원에서도 계속 일하였다.
1923년, 남편 오스카가 다니던 회사가 파산하면서 오스카는 곧바로 뇌수막염에 걸렸다. 오스카는 적대감을 품거나 침울했으며 사람들에게 시비를 거는 성격으로 돌변하였다. 같은해, 호나이의 오빠가 감염성 폐질환으로 사망하였다. 두 사건은 호나이의 정신 건강을 악화시켰고, 두번째 우울을 맞이하게 되었다. 호나이는 휴가에서 먼 바다로 헤엄쳐 가서 자살을 생각하였다.
1926년, 호나이와 남편은 별거하였다. 1937년 이들은 이혼하였다. 호나이와 세 딸은 오스카의 집에서 나왔다. 오스카는 호나이의 아버지처럼 권위적인 성격을 보였다. 정신분석학이론을 공부한 이후 호나이는 딸들이 어렸을 때 남편이 딸들을 지배하게 한 것을 후회하였다.
전통 프로이트학파주의로부터 점차 멀어져갔지만, 호나이는 1932년까지 베를린정신분석학협회(the Berlin Psychoanalytic Society)에서 일하고 가르쳤다. 나치(Nazi)에 대한 호나이의 우려로 프로이트와 호나이의 관계는 점차 냉랭해졌고, 이로 인해 호나이는 프란츠 알렉산더(Franz Alexander)의 시카고정신분석학연구원(the Chicago Institute of Psychoanalysis) 초빙에 응하였다. 1932년 호나이와 딸들은 미국으로 이주하였다.

### 미국에서의 삶
시카고로 이주한 지 2년 후, 호나이는 브루클린(Brooklyn)으로 옮겼다. 브루클린은 거대한 유대인공동체로서, 나치 독일로부터 많은 유대인들이 망명해 왔다. 정신분석학도 브루클린에서 부흥하였다. 브루클린은 호나이가 정신분석학자 해리 스택 설리번(Harry Stack Sullivan)과 에리히 프롬(Erich Fromm)과 친구가 된 곳이기도 했다. 호나이는 프롬과 성적인 관계를 맺기도 했으나 비극으로 끝나게 되었다. 브루클린에서 살면서 호나이는 뉴욕(New York City)에서 정신분석학자들에게 강의하고 이들을 훈련시켰으며, 사회연구뉴스쿨(the New School for Social Research)과 뉴욕정신분석학연구원(the New York Psychoanalytic Institute)에서 일하였다.
브루클린 거주 기간 동안 호나이는 심리치료를 통하여 얻은 경험들을 바탕으로 신경증(neurosis)와 개인성격(personality)에 관한 혼합이론을 발전시켰다. 1937년, 『우리 시대의 신경증적 성격(The Neurotic Personality of Our Time)』(한국어판 : 카렌 호나이 지음, 정명진 옮김, 『우리 시대는 신경증일까?』, 부글북스, 2015.)를 출간하였으며, 이를 통해 폭넓은 대중독자들을 확보하였다. 1941년, 호나이는 미국정신분석학연구원(the American Institute of Psychoanalysis)의 학장(Dean)이 되었다. 이곳은 호나이가 세운 정신분석학발전협회(the Association for the Advancement of Psychoanalysis)에 관심을 보인 이들을 위한 훈련 기구였다. 호나이는 정신분석학계를 지배하는 엄격하고 정통적인 분위기에 불만을 품고난 후에 이 기구를 설립하였다.
호나이가 프로이트학파 심리학과 결별하면서 자신의 직위를 내려놓았으나, 곧바로 뉴욕의과대학(the New York Medical College)에서 강의하게 되었다. 또한 호나이는 『미국정신분석학잡지(the American Journal of Psychoanalysis)』를 출간하기도 했다. 호나이는 뉴욕의과대학에서 강의하였고 1952년 사망할 때까지 정신과의사로서 계속 근무하였다.

## 신경증 이론
호나이는 당시 다른 정신분석학자들과는 다른 각도에서 신경증(neurosis)을 조명하였다. 신경증에 대한 관심은 호나이가 환자들로부터 얻은 데이터를 바탕으로 신경증 이론을 정교화하는 것으로 이어졌다. 호나이는 한 개인에게 있어 신경증은 산발적으로, 흔하게 발생하는 끊임없는 과정으로 이해하였다. 이러한 호나이의 주장은, 신경증이 사별, 이혼, 유년기 및 청소년기 부정적 경험 등의 외부 자극에 반응하여 발생하는 정신 기능 부전으로서 심각한 정신 건강 문제들과 같은 것이라고 생각한 당시 동료 학자들과의 의견과는 다른 것이었다. 이는 오늘날 심리학자들이 폭넓게 논의하고 있기도 하다.
호나이는 어린 시절을 제외하고는 이러한 외부 자극들의 중요성이 낮다고 보았다. 호나이는 아이에 대한 부모의 무관심에 중점을 두었는데, 부모의 의도와는 상관없이 아이가 사건을 인지하는 방식이 한 개인의 신경증을 이해하는 핵심이라고 생각하였다. 예를 들어, 부모가 아이의 감정을 조롱하면 아이는 따뜻함과 애정을 잃은 듯한 느낌을 받는다. 부모는 가볍게 약속을 어길 수도 있지만, 이는 아이의 정신 상태에 해로운 영향을 끼친다는 것이다.
호나이는 정신의학자로서 얻은 경험을 바탕으로 10가지 신경증적 욕구(neurotic needs) 유형을 정리하였다. 이 10가지 유형은 호나이의 시각에서 모든 인간이 삶에서 성취하려는 것들을 바탕으로 만들어졌다. 호나이는 개인의 신경증이라고 생각한 것들과 부합하는 욕구들을 수정하였다. 신경증적인 사람은 이론적으로 이러한 욕구들을 모두 보일 수 있다. 그러나 실제로는 한 개인을 신경증이라고 판단하는데 있어 10가지 유형이 모두 발견되는 것은 아니다.

### 10가지 신경증적 욕구
호나이가 대처전략(coping strategy)이라고 정의한 10가지 욕구는 다음과 같다.
사람들에게 다가가는 경향(순응, Compliance)

1. 애정과 인정에 대한 욕구 : 타인을 기쁘게 함으로써 자신이 사랑받는 것

2. 파트너에 대한 욕구 : 사랑할 수 있는 그리고 모든 문제를 해결해줄 한 사람

3. 사회인정에 대한 욕구 : 특권과 관심

4. 인격적인 존경에 대한 욕구 : 내적 외적 우수함에 대하여 가치를 인정받는 것

사람들을 적대하는 경향(공격성, Aggression)

5. 힘에 대한 욕구 : 타인의 의지를 꺾고 타인을 통제할 수 있는 능력, 대부분 개인들이 힘을 추구하지만 신경증환자들은 힘을 갖는데 필사적임

6. 타인을 이용하려는 욕구 : 타인을 능가하려는 것, 타인을 조정하려 함, 사람들은 이용하기 위하여 존재한다는 믿음을 가짐

사람들로부터 멀어지려는 경향(철수, Withdrawal)

7. 개인적 성취에 대한 욕구 : 모든 사람들이 성취하려는 욕구가 있지만, 3번 문항에서 본 것처럼, 신경증환자들은 인정받기 위하여 필사적으로 성취하려 함

8. 자족과 독립에 대한 욕구 : 누구나 자율성을 조금씩 원하지만, 신경증환자들은 다른 사람들을 완전히 버림

9. 완벽에 대한 욕구 : 대부분이 행복(well being)이라는 형태로 자신의 삶을 완벽하게 하려 하지만, 신경증환자들은 조금이라도 흠이 생기는 것도 두려워함

10. 일상 활동을 좁히는 것에 대한 욕구 : 가능한한 타인의 눈에 띄지 않으면서 살려고 함

## 욕구의 세 범주
조사가 진전되면서, 호나이는 이들을 세 개의 큰 범주로 압축할 수 있음을 발견하였다.
1. 순응(Compliance)

1~3번에 해당하는 욕구(애정과 인정, 파트너, 힘)는 순응 범주로 묶이며, 사람들에게 다가가는 경향(moving toward people)으로도 불린다. 이 범주는 참여, 복종, 자기말소(self-effacement) 과정에서 보인다. 호나이 이론에서 부모와 어려움을 겪는 아이들은 이러한 전략을 쓰기도 한다. 무력감에 대한 두려움(fear of helplessness)과 버려질 것에 대한 두려움(fear of abandonment)이 발생하는데, 호나이는 이를 '기본적 불안(basic anxiety)'이라고 불렀다. 순응 성향은 동년배들로부터 애정과 인정을 받길 원하는 욕구를 드러내는 경향이 있다. 이들은 비밀을 털어놓을 누군가를 파트너로서 구하며, 삶의 모든 문제를 새로운 지지자(the new cohort)가 해결해 줄 것이라는 믿음을 갖는다. 이들에게는 사람들 눈에 띄지 않으려는 욕구나 바람이 없다. 따
2. 확장/공격성(Expansion/Aggression)

4~8번에 해당하는 욕구(타인을 이용함, 사회인정, 인격적 존경, 개인적 성취, 자족)는 확장 범주로 묶이며, 사람들을 향해서 진격하는 경향(moving against people)이나 확장적인 해결책(the expansive solution)으로도 불린다. 이 범주 안에 있는 신경증적인 아이들이나 성인은 자신의 주변 사람들에게 분노나 기본적 적대(basic hostility)를 보인다. 즉 힘에 대한 욕구, 타인에 대한 통제와 이용에 대한 욕구, 전능하다는 허세를 유지하는 것 등이 있다. 이외에도 타인을 조종하려는 심성도 있는데, 호나이의 주장에서 확장적인 개인은 사람들의 관심을 얻고자 하는 것이 아니라 부하나 동료들에게 알려지거나 (혹은 경외받고자) 하기 위해서, 사회적 인정을 바라는 것일 수 있다. 또한 개인은 개인의 사회적 환경에서 이들에 의하여 인격적인 존경을 어느 정도 받고자 하는 욕구를 갖고, 마지막으로는 노골적인 자기 성취에 대한 욕구를 갖게 된다. 이러한 성격들은 확장적인 신경증 유형을 구성한다. 확장적인 유형은 사람들을 자신의 주변에 두고자 한다. 즉 이들은 자신의 바람과 욕구에만 관심을 갖는다. 이들은 자신의 욕구를 충족시킬 수 있는 모든 것을 하며 이것을 얻기 위하여 타인을 해치는 것에 거리낌이 없다.
3. 무관심/철수(Detachment/Withdrawal)

9~10번에 해당하는 욕구는 무관심 범주로 묶이며, 사람들로부터 멀어지려는 경향(moving away from people), 해결 단념(resigning solution), 무심한 성격(detached personality)으로 불리기도 한다. 공격도 순응도 부모의 무관심을 해결하지 못하면서, 호나이는 아이가 자족적(self-sufficient)으로 되려고만 한다고 인식하였다. 철수 성향의 신경증환자는 고독이나 독립과 관련되어 비공격적 방식으로 타인을 버리려고 한다. 완벽에 대한 절박한 욕구는 이 범주의 다른 부분에 속한다. 이러한 철수 성향은 무엇보다도 완벽을 추구하기에 결점이 발생하는 것을 극도로 싫어한다. 무관심 유형들이 하는 것들은 모두 난공불락이거나 고상한 것이다. 이들은 타인에 대한 모든 감정들, 특히 사랑과 증오에 대해서 억누르거나 외면한다. 호나이는 위의 욕구들에 대한 상세한 해석과 각각에 해당하는 신경증적 해결책을 얻기 위하여 천착하였고, 그 결과물을 『신경증과 성장(Neurosis and Human Growth)』(한국어판 : 카렌 호나이 지음, 서상복 옮김, 『내가 나를 치유한다』, 연암서가, 2015.)로 펴냈다.

## 호나이 이론의 특성

### 자기애
자기애(narcissism)에 대하여 호나이는 프로이트나 하인츠 코헛(Heinz Kohut) 등 주류 정신분석학자들의 이론과는 다른 태도를 취하였다. 호나이는 원초적 자기애(primary narcissism)라는 것은 없으며, 초기 환경(early environment)이 모종의 기질(temperament)에 작용하게 된 것으로 인한 산물이 자기애성 성격장애(narcissistic personality)라고 보았다. 즉 호나이에게 있어 자기애적 욕구와 경향은 인간 본성(human nature)으로 타고나는 것이 아니었던 것이다.
호나이에게 있어 자기애는 보상을 바라지 않는다는 점에서(not compensatory), 그녀가 제시한 방어전략(defensive strategies)이나 해결책과는 다른 것이었다. 호나이 이론에서 자기이상화(Self-idealization)는 보상을 바라는 것이지만 자기애와는 다르다. 모든 방어전략에는 자기이상화 부분이 있지만, 자기애적 해결책에서 자기이상화는 박탈(deprivation)이 아닌 탐닉(indulgence)의 산물이다. 그러나 자기애성향자들의 자존감(self-esteem)은 진정한 달성(genuine accomplishments)에 기반하지 않는다는 점에서, 자기애성향자는 자존감이 강하지 않다.

### 신프로이트학파
호나이는 동료 정신분석학자 알프레드 아들러(Alfred Adler)와 함께 신프로이트학파(the Neo-Freudian discipline)를 형성하였다.
호나이는 프로이트와 여러 문제 의식을 공유하고 동의하지만, 몇가지에 있어서는 프로이트의 주장을 비판하기도 하였다.
프로이트를 비판하는 사람들처럼, 호나이도 성(sex)과 공격성(aggression)이 개인의 성격(personality)을 결정하는 중요 요소로 보는 프로이트의 이론에 반대하였다. 아들러와 함께 호나이는 억압된 성욕(repressed sexual passions)이 아니라 유년기 사회적 사건들(social occurrences)이 성격에 끼친 영향이 더 크다고 보았다. 호나이와 아들러는 잠재의식의 억압(subconscious repression)만이 아니라 의식적 마음(conscious mind)이 인간의 성격에서 수행하는 역할에 대해 더 주목하였다. 프로이트의 '남근선망(penis envy)'는 특히 많은 비판을 받았다. 호나이는 프로이트가 남성의 힘(generic power)에 대한 여성의 질투를 우연히 발견한 것에 불과하다고 보았다. 호나이는 신경증적 여성에게서 종종 남근선망을 보이는 것은 맞지만, 남성에게 있어서도 '자궁선망(womb envy)'이 보이기도 한다고 하였다. 호나이는 여성의 임신 능력을 남성들이 시기한다고 보았다. 즉 남성들은 아이를 임신해서 낳고 양육할 수 없기에 이를 대신하여 사회적 성공에 강한 의욕을 보인다는 것이다. 또한 호나이는 여성들이 단지 '존재(being)'하기만 해도 자신의 사회적 지위를 충분히 수행하는 반면에 남성들은 먹여 살리고 성공할 수 있는 능력에 따라 남성성을 달성하게 된다는 점에서, 남성들이 여성들을 질투한다고 보았다.
호나이는 정신과의사들이 남성 생식기에 과도하게 강조점을 두는 경향에 의문을 품었다. 호나이는 성적 요소에 기반한 프로이트의 오이디푸스 컴플렉스(Oedipal complex)를 수정하여, 아이가 부모 중 어느 한 쪽에 집착하고 다른 쪽을 질투하는 것은 부모자식 관계에서의 문제로 발생한 불안의 결과에 불과하다고 보았다.
프로이트학파 시각의 변형임에도, 호나이는 프로이트의 사상을 재구성하려고 했다. 문화적 사회적 차이에 강조점을 둔 개인의 정신세계(psyche)의 전체론적(holistic), 인본주의적(humanistic) 관점을 제시하기도 했다.

### 여성 심리학
호나이는 여성 정신의학(feminine psychiatry)의 창시자이기도 하다. 최초의 여성 정신과의사로서 호나이는 여성주의 정신의학에 관한 연구를 제출한 것으로 알려졌다. 1922년에서 1937년 사이에 쓴 14편의 글들은 『여성 심리학(Feminine Psychology)』이라는 단행본으로 합쳐졌다. 여성으로서 호나이는 여성행동에서 보이는 동향들을 그린 것은 무시되어 온 이슈였다고 보았다. "The Problem of Feminine Masochism"이라는 에세이에서 호나이는 전세계 문화권이나 사회에서 공통적으로 여성이 사랑, 특권, 부, 육아, 보호를 위하여 남성에게 의존할 것을 장려하는 경향을 발견하였다고 보았다. 호나이는 초창기 모든 사회에서 남성을 기쁘게 하고 만족시켜주고 과대평가하는 경향이 나타났다고 지적하였다. 여성은 매력과 미의 대상으로 여겨졌다. 이는 자아실현(self-actualization)이라는 모든 인간의 궁극적인 목표와는 맞지 않는 것이었다.
호나이에 따르면, 전통적으로 여성은 오로지 자식과 가정을 통해서만 자신의 존재 가치를 획득했다. 호나이는 자신의 에세이 "The Distrust Between the Sexes"에서 이 주제에 대해 깊게 다뤘다. 에세이에서 호나이는 부부간의 관계를 부모자식간의 관계와 비교하였다. 이러한 관계는 오해의 관계이기도 하고 신경증을 낳는 것으로 이해되었다. "The Problem of the Monogamous Ideal"은 결혼 문제에 집중하였고, 이외에 다른 6개의 글 역시 마찬가지였다. 에세이 "Maternal Conflicts"는 청소년을 키우는 여성이 겪는 문제들에 새롭게 조명하려는 시도였다.
호나이는 남성과 여성 모두 독창적이고 생산적인 인간이 되고자 하는 욕망을 가지고 있다고 보았다. 여성은 이러한 욕구를 정상적이고 내적으로 충족시킬 수 있다. 이를 위해 여성들은 임신과 출산을 하게 된다. 남성은 외적인 방법으로만 이러한 욕구를 충족시킬 수 있다. 호나이는 일이나 기타 분야에서 눈부신 업적을 달성한 남성의 경우 출산을 하지 못한다는 것에 대한 보상으로 볼 수 있다고 호나이는 말하였다.
호나이는 1946년 『Are You Considering Psychoanalysis?』라는 첫 자기계발서 출간을 통하여서 주장을 제시하기도 했다. 책은 남성과 여성 모두 상대적으로 적은 신경증적 문제들을 안고 있는 사람들은 자기 자신에게 있어 정신과의사가 될 수 있다고 주장하였다. 호나이는 자기인식(self-awareness)이 더 좋고 강하고 부유한 인간이 될 수 있는 한 방편임을 강조하였다.

## 이론의 심화: 자기실현과 자아이론
1930년대 중반, 호나이는 여성심리학에 관한 저술을 완전히 중단하였다. 호나이의 자서전 저자 패리스(B.J.Paris)는 "호나이가 여성심리학에 흥미를 잃으면서 자신은 진정한 여성주의자가 아니라고 주장하였다. 그러나 그녀의 문화권에서 존재한 가부장적 이념과 정신분석학에서의 남근중심주의(phallocentricity)에 대한 호나이의 날카로운 비판은 그녀가 살던 시대를 한참 앞서나갔다는 것만큼은 사실이다. 자넷 세이어스(Janet Sayers)는 호나이가 여성의 자부심이라는 이름으로 프로이트의 공적을 거부하였던 것은 많은 여성주의자들에게 영감을 준 것은 분명하지만, 호나이 자신도 지나치게 개인주의적이어서 심지어 여성주의자 등의 집단 정치 투쟁에 몸담는 것에 있어서도 이러한 개인주의적 태도를 보였다"고 주장한다.
이후 호나이는 점점 신경증에 대한 관심을 드러냈다. 패리스에 따르면, 호나이의 신경증 이론은 심리학 연구, 특히 성격(personality) 연구에 있어서 지대한 공헌을 하였으며, 이는 지금보다 더욱 넓게 알려지고 활용되어야 할 것이다고 보았다.

### 자기실현
말년에 이르러, 호나이는 자신의 이론들을 『신경증과 성장 : 자기실현으로 향하는 투쟁(Neurosis and Human Growth: The Struggle Toward Self-Realization)』에 집대성하였다. 책은 1950년에 출판되었다. 바로 이 책에서 호나이는 신경증에 관한 자신의 이론을 집약하였고 삶이 주는 스트레스들에 대한 세 가지 신경증 해결책을 명시하였다. 확장 성향에 대한 해결책은 자기애(narcissistic), 완벽주의(perfectionistic), 오만-보복(arrogant-vindictive) 유형에 대하여 3가지 접근방식으로 구성되었다. 호나이는 1939년에 자신의 저서 『정신분석학에서의 새로운 길들(New Ways in Psychoanalysis)』에서 자기애성향에 관한 정신의학적 개념에 주목한 적이 있다. 나머지 두 개의 신경증 해결책은 자기말소(self-effacement) 혹은 타인에 대한 복종(submission to others), 체념(resignation) 혹은 타인에 대한 무관심(detachment from others) 등에 대한 이전의 관점을 개정한 것이다. 호나이는 오만-보복 유형과 자기말소 유형의 개인 간의 공생관계에 대한 사례연구를 설명하였다. 가학피학성성애(sadomasochism)에 가까운 이러한 관계에 대하여 호나이는 병적 의존성(morbid dependency)이라는 이름을 붙였다. 호나이는 자기애와 체념 성향은 오만-보복 성향과의 상호의존 관계에 덜 영향을 받게 된다고 하였다. 비신경증적 개인들이 이러한 욕구를 위해 분투하는 반면, 신경증환자들은 상술한 욕구들을 수행하려는 보다 깊고 고집스러우며 몰입된 갈망을 보인다고 한다.

### 자아이론
호나이는 인간은 자아실현(self-actualization)을 위하여 분투해야 한다는 에이브러햄 매슬로(Abraham Maslow)의 관점을 인용하기도 했다. '자아(self)'를 통하여 한 개인의 존재와 잠재력에 대한 핵심을 이해하였다. 호나이는 우리 자아에 관하여 정확히 이해한다면, 우리는 합리적인 경계 안에서 자신의 잠재력과 우리가 바라는 성취를 마음껏 실현할 수 있을 것이라고 하였다. 호나이는 자기실현은 핵심 욕구(key needs)에 집착하는 신경증 환자가 아니라, 건강한 사람이 평생토록 가지고 갈 목표라고 하였다. 호나이에 따르면, 우리는 '현실 자아(real self)와 '이상적 자아(ideal self)' 두 가지가 있을 수 있다고 하였다. 현실 자아는 우리가 실제로 존재하는 그 자체이다. 이상적 자아는 우리가 그렇게 되어야 한다고 느끼는 것이다. 현실 자아는 성장, 행복, 의지, 재능 실현 등에 관한 잠재력을 가지고 있지만, 결함도 존재한다. 이상적 자아는 현실 자아가 잠재력을 발달시키고 자기실현을 달성하는데 있어 도움을 주는 모델로서 사용된다. 하지만 현실 자아와 이상적 자아 간의 차이를 아는 것이 중요하다.
신경증 성향 개인의 자아는 이상화된 자아(idealized self)와 현실 자아로 나뉘어 있다. 신경증 성향 개인들은 자신이 이상적 자아에 부응하며 살지 않는다고 느낀다. 이들은 자신이 그렇게 되어야 한다고 생각하는 이상화된 자아에 비교했을 때, 실제로 자신은 어딘가 결함이 있다고 생각한다. 신경증환자들이 설정한 목표는 비현실적이다. 현실 자아는 '경멸스러운 자아(despised self)'로 퇴보한다. 신경증 성향 개인은 이것이 바로 진정한 자아(true self)라고 설정한다. 때문에 신경증환자는 시계추처럼 잘못된 완벽함과 자기혐오(self-hate) 사이를 오고 간다. 호나이는 이러한 현상을 '당위의 폭정(tyranny of the shoulds)'으로, 그리고 신경증환자의 절망은 '영광을 좇는 탐색(search for glory)'이라고 지칭하였다. 호나이는 치료를 통해서 혹은 심각성이 덜한 경우에는 살면서 배우게 되는 교훈들(life lessons)을 통해서 신경증 사이클이 어떻게든 파괴되지 않는다면, 이러한 뿌리깊은 정신적 특성은 개인의 잠재력이 실현되는 것을 영원히 차단할 것이라고 결론내렸다.

## 저서
- Neurosis and Human Growth, Norton, New York, 1950. ISBN 0-393-00135-0 (한국어판 : 카렌 호나이 지음, 서상복 옮김, 『내가 나를 치유한다』, 연암서가, 2015.)
- Are You Considering Psychoanalysis? Norton, 1946. ISBN 0-393-00131-8
- Our Inner Conflicts, Norton, 1945. ISBN 0-393-00133-4 (한국어판 : 카렌 호나이 지음, 이희경 옮김, 『신경증적 갈등에 대한 카렌호나이의 정신분석』, 학지사, 2006.)
- Self-analysis, Norton, 1942. ISBN 0-393-00134-2
 (한국어판 : 카렌 호나이 지음, 정명진 옮김, 『나는 내가 분석한다』, 부글북스, 2015. ; 카렌 호나이 지음, 정명진 옮김, 『내 성격은 내가 분석한다 - 당신 자신이 분석가가 되어 스스로를 치유하라!』, 부글북스, 2019.)
- New Ways in Psychoanalysis, Norton, 1939. ISBN 0-393-00132-6
- The Neurotic Personality of our Time, Norton, 1937. ISBN 0-393-01012-0 (한국어판 : 카렌 호나이 지음, 정명진 옮김, 『우리 시대는 신경증일까?』, 부글북스, 2015.)
- Feminine Psychology (reprints), Norton, 1922–37 1967. ISBN 0-393-00686-7 (한국어판 : 카렌 호나이 지음, 김세영, 정명진 옮김, 『여성의 심리학 - 남자의 심리학이 아닌 인간의 심리학을 위해!』, 부글북스, 2015.)
- The Collected Works of Karen Horney (2 vols.), Norton, 1950. ISBN 1-199-36635-8
- The Adolescent Diaries of Karen Horney, Basic Books, New York, 1980. ISBN 0-465-00055-X
- The Therapeutic Process: Essays and Lectures, ed. Bernard J. Paris, Yale University Press, New Haven, 1999. ISBN 0-300-07527-8
- The Unknown Karen Horney: Essays on Gender, Culture, and Psychoanalysis, ed. Bernard J. Paris, Yale University Press, New Haven, 2000. ISBN 0-300-08042-5
- Final Lectures, ed. Douglas H. Ingram, Norton, 1991.—128 p. ISBN 0-393-30755-7 ISBN 978-0-393-30755-9

## 같이 보기
- 거절 민감성
- 신경증
- 에이브러햄 매슬로
- 에리히 프롬
- 유기공포
- 지그문트 프로이트
- 해리 스택 설리번